# Iwan Kuleszow
Iwan Waslijewicz Kuleszow (ros. Иван Васильевич Кулешов; ur. 29 listopada 1946) – radziecki zapaśnik walczący w stylu wolnym. Olimpijczyk z Monachium 1972, gdzie odpadł w eliminacjach w kategorii do 57 kg.
Złoty medalista mistrzostw Europy w 1972 roku.
Mistrz ZSRR w 1969; trzeci w 1971 i 1974 roku. Zakończył karierę w 1976 roku. Pracował jako trener na Ukrainie.